# Nannopus palustris
Nannopus palustris är en kräftdjursart som beskrevs av Brady 1880. Nannopus palustris ingår i släktet Nannopus och familjen Huntemanniidae. Arten är reproducerande i Sverige. Inga underarter finns listade i Catalogue of Life.